# Üzleti titok
Az üzleti titok a titok körébe tartozó tények és adatok egyik csoportja. Az üzleti információk védelméről szóló irányelvet átültető magyarországi jogszabály, az üzleti titok védelméről szóló külön törvény egyértelművé tette, hogy az üzleti titok is vagyoni értéket képvisel, és ennélfogva vagyoni jogi jellegű védelmet élvez. 

## Fogalma
Az üzleti titok körébe tartozik minden olyan fontos tény, információ, adat és megoldás, amely titkos, és amelynek titokban tartása érdekében a jogosult az elvárható intézkedéseket megtette. 
Az üzleti titok törvényi meghatározásának főbb elemei, hogy az üzleti titok:
- gazdasági tevékenységhez kapcsolódik
- titkos, de legalábbis nem könnyen hozzáférhető
- vagyoni értékkel bír, és
- a titokban tartása érdekében a titok jogosultja az észszerűen elvárható lépéseket megtette.[3]

Üzleti titkot képezhetnek például
- belső gazdasági adatok
- stratégiai tervek
- műszaki eljárások,
- gyártási módok,
- forgalmazási tervek,
- a know-how.

## A titoktartási kötelezettség
Számos élethelyzetben fordulhat elő titoktartási kötelezettség vállalása, így például:
- a munkajogi szabályok legfeljebb két éves határidőt határoznak meg,[4] amelyen belül a volt munkavállaló még a munkaviszony megszűnését követően sem tanúsíthat olyan magatartást, amellyel a munkáltatója jogos gazdasági érdekét sértené vagy veszélyeztetné feltéve, hogy a felek versenytilalmi megállapodást kötöttek
- cégeladás esetén gyakori, hogy a potenciális vevő titoktartási megállapodásban[5] vállalja, hogy az eladó által rendelkezésére bocsátott információt bizalmasan kezeli, titokban tartja és kizárólag az adásvételi tranzakció céljára használja fel.

## Az üzleti titok megsértése
A törvény szóhasználatában az üzleti titkot az sérti meg, aki az üzleti titkot jogosulatlanul megszerzi, hasznosítja vagy felfedi.
Az üzleti titok jogosulatlan megszerzését jelenti, ha a megszerző személy:
- az üzleti titokhoz engedély nélkül hozzáfér
- engedély nélkül eltulajdonítja
- engedély nélkül másolatot készít, vagy
- üzleti titkot a jogosult hozzájárulása nélkül, a jóhiszeműség és tisztesség követelményébe ütközően más módon megszerzi.

## Az üzleti titok jelentősége
Számos oka lehet annak, hogy a jogosultnak érdekében áll valamely információ titokban tartása. A titokban tartandó ismeretek (például a vállalakozás vevőinek, szállítóinak, vagyonának, terveinek és erőforrásainak stb.) közül talán azok a legfontosabbak, amelyek alapján az adott üzlet vagy vállalkozás kötelezettségeinek várható teljesítésére vagy nem teljesítésére lehet következtetni.

## Az üzleti titok védelme
A titoksértés, a titok illetékteleneknek való elárulása egyes országok törvényei szerint bűncselekmény, továbbá polgári jogi illetve munkajogi felelősség megállapításával járhat.

## A titok korlátai
Az üzleti titokkal szemben áll a nyilvánosság érdeke, az az igény, hogy tudni lehessen egy adott vállalkozásról, üzleti szervezetről mindazt, ami az adott üzlethez kapcsolódó pénzkiadás vagy befektetés biztonságának a megítéléséhez szükséges. Ebből a szempontból az üzleti vállalkozásoknak bizonyos mértékig „átláthatónak” kell lennie. A kereskedelmi társaságokat jogszabály kötelezi bizonyos adataik nyilvánosságra hozatalára, ezért ezek az adatok nem minősíthetők üzleti titoknak.